# Solenopsis canariensis
Solenopsis canariensis es una especie de hormiga del género Solenopsis, subfamilia Myrmicinae.

## Distribución
Esta especie se encuentra en España y Macaronesia.